# Tatai kistérség

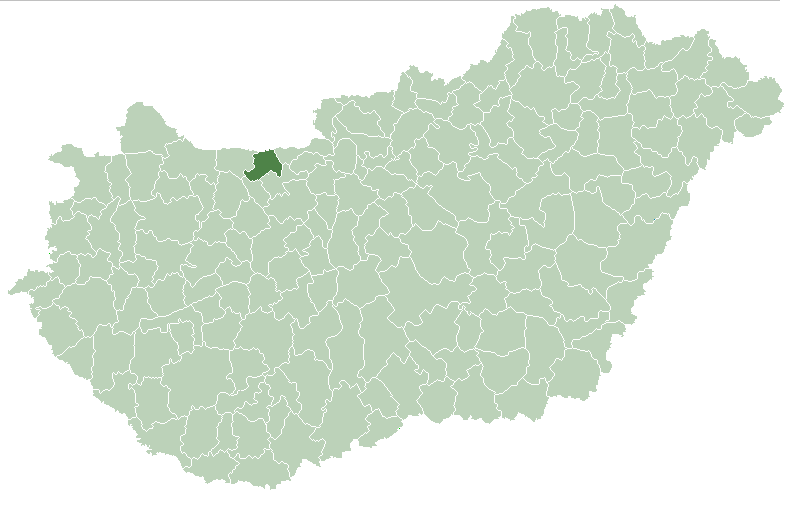
A Tatai kistérség

A Tatai kistérség egy kistérség volt Komárom-Esztergom megyében, központja Tata volt. 2014-ben az összes többi kistérséggel együtt megszűnt.

## Települései
| Baj      | Dunaalmás | Dunaszentmiklós | Kocs | Naszály     |
| Neszmély | Szomód    | Tardos          | Tata | Vértestolna |

## Fekvése
Komárom-Esztergom megye északnyugati részén, a Duna, a Gerecse hegység és a Vértes által körülfogott területen volt található.

## Nevezetességei
A térség vonzerejét a Duna és Gerecse hegység által alkotott, páratlanul szép táj és az ősi faluképek alkotják.
- Dunaalmás egyike a környék legjobb turisztikai adottságokkal rendelkező községeinek. Az önkormányzat célja az egykor virágzó, természetes hőforrásokon alapuló fürdőélet felújítása.
- Naszály jelentős természeti értéke a halastórendszer, amely számos védett madár fészkelőhelye.
- Neszmély a középkor óta nevezetes bortermeléséről. 15-16. századi műemlékei és a falu szélén sorakozó, löszfalba vájt, lyukpincék sajátos színt kölcsönöznek a Duna menti településnek.
- Tardos a Gerecse hegység belsejében fekvő és a római kor óta bányászott jurakori vörös mészkőről ismert. A festői szépségű malomvölgyi horgásztó, játszótér és a turistalétesítmények kellemes időtöltést ígérnek.
- Vértestolna a Gerecse hegység egyik kis medencéjében fekszik, csodálatos természeti környezete teszi vonzóvá a falusi üdülést kedvelők számára.

## Kistérségi megbízott
- Csige János (2005)

## Külső hivatkozások
- Tatai barangolások, fényképes városi túraajánlatok